# أحمد أبودهمان
أحمد أبودهمان كاتب وقاص سعودي. ولد في قرية آل خلف الواقعة في محافظة سراة عبيدة في منطقة عسير، جنوب المملكة العربية السعودية. مقيم في العاصمة الفرنسية باريس. ألّف رواية الحزام بالفرنسية في عام 2000، وطبعتها دار (غاليمار) الفرنسية. وعلى إثرها حقق نجاحًا كبيرًا في فرنسا. وأصبح بذلك أول كاتب من شبه الجزيرة العربية يؤلف بالفرنسية. تمت ترجمة رواية الحزام إلى 8 لغات واهتمّ الكاتب بنقلها بنفسه إلى لغته الأم العربية.
كان لديه عمودٌ أسبوعيّ في جريدة الرياض السعودية، بعنوان كلام الليل. كما شغل سابقًا مدير مكتب مؤسسة اليمامة الصحفية في باريس. والرئيس التنفيذي لمؤسسة الحزام للاستشارات الإعلامية، ومقرها في الرياض.

## نبذة
ترعرع أحمد أبو دهمان وأكمل دراسته الابتدائية في القرية، والثانوية العامة في مدينة أبها، ثم التحق بمعهد تدريب المعلمين بالرياض، ثم رجع إلى قريته بعد تخرجه، حيث عمل معلمًا مدة ثلاث سنوات.
أكمل تعليمه الجامعي بجامعة الملك سعود بالرياض وتخرج من قسم اللغة العربية بدرجة ممتاز، والتحق بالجامعة بوظيفة معيد في القسم نفسه. التحق بجامعة السوربون في 1979، وحصل على درجة الماجستير.

## مؤلفاته
- رواية الحزام، 2000.

## الحزام
هي رواية ألفها أحمد أبودهمان في عام 2000 باللغة الفرنسية. وهي رواية سيرة ذاتية حول ذكريات الكاتب وحياته في القرية جنوب السعودية. ترجمت الرواية إلى 8 لغات وطبعت منها 7 طبعات. ترجمت إلى العربية على يد المؤلف، ونشرتها دار الساقي للطباعة والنشر.

## الحزام إلى فيلم سينمائي
في نوفمبر 2016، استضافت مكتبة الملك عبد العزيز العامة بمدينة الرياض، الكاتب والروائي أحمد أبو دهمان عبر ملتقى "كتاب الشهر" لمناقشة روايته "الحزام". حيث ذكر بأنه يتمنى أن تتحول "الحزام" إلى عمل سينمائي.

## السفارة الفرنسية
في 2001، نظّمت السفارة الفرنسية بمكتبة الملك فهد الوطنية، أمسية ثقافية، شارك فيها الكاتب أحمد أبو دهمان.